# August Servaes
August Servaes (* 31. Dezember 1832 in Düsseldorf; † 12. Juli 1923 in Gernsbach; vollständiger Name Carl Anton Friedrich Hubert Servaes) war ein deutscher Industrie-Manager. Er war von 1873 bis 1903 Vorstandsvorsitzender der Phoenix AG für Bergbau und Hüttenbetrieb, außerdem Mitglied in verschiedenen Interessenverbänden.

## Leben
August Servaes war der Sohn des Rechtsanwalts Franz Joseph Christoph Servaes (* 1801 in Recklinghausen; † 1857) und dessen Ehefrau Johanne Gertrud Caroline Hubertine Servaes geb. Freiin von Franz (* 1807 in Düsseldorf; † 1851).
Servaes studierte nach seinem Abitur am Gymnasium Elberfeld (1851) zunächst Rechtswissenschaften. Im Anschluss daran trat Servaes 1859 in die Verwaltung der Phoenix AG für Bergbau und Hüttenbetrieb ein und organisierte die Verlegung des Konzernsitzes von Köln nach Laar bei Ruhrort. 1861 wurde er Vorstandsmitglied der Phoenix AG. Von 1873 bis 1902 war er Vorstandsvorsitzender des Unternehmens. Anschließend gehörte er bis 1920 dem Aufsichtsrat an. 
Neben seiner eigentlichen beruflichen Tätigkeit war er auch interessenpolitisch aktiv. Er war führend an der Gründung des Vereins Deutscher Eisen- und Stahlindustrieller beteiligt und leitete am 21. Oktober 1874 dessen Gründungsversammlung in Berlin. Er war von 1874 bis zu seinem Tod 1923 Mitglied des Hauptvorstands und von 1893 bis 1896 stellvertretender Präsident des Vereins. Er plädierte für eine Schutzzollpolitik. Um die Interessen des Vereins durchzusetzen, forderte er möglichst den bürokratischen Instanzenweg und das Parlament zu umgehen und sich stattdessen direkt an Reichskanzler Otto von Bismarck zu wenden. Am 17. Juni 1880 beschlossen unter der Leitung von Servaes dreizehn rheinisch-westfälische Konzerne eine Konvention zur Beschränkung der Roheisenproduktion. Aus dieser Konvention entwickelte sich in den 1880er Jahren das rheinisch-westfälische Roheisenkartell.
Die nordwestliche Gruppe des Vereins Deutscher Eisen- und Stahlindustrieller leitete er bis 1914 als Vorsitzender. Dem Gesamtverein stand er von 1906 bis 1909 vor. Außerdem war er Mitbegründer der Handelskammer Ruhrort und war von 1897 bis 1902 deren erster Vorsitzender. Er war auch Vorsitzender des Vereins zur Wahrung der gemeinsamen wirtschaftlichen Interessen in Rheinland und Westfalen.
Außerdem war er kommunalpolitisch tätig. Er war Mitglied der Stadtverordnetenversammlung von Ruhrort und war dort auch Beigeordneter. In einer Ersatzwahl wurde er am 27. Februar 1879 zum Reichstagsabgeordneten für den Wahlkreis Duisburg-Mülheim/Ruhr-Oberhausen (Düsseldorf 6) gewählt und schloss sich der nationalliberalen Fraktion an, aus der er aber bereits am 12. Juni 1879 wieder austrat und sich am 27. Februar 1880 der Liberalen Gruppe anschloss.
Er trug den Ehrentitel Kommerzienrat, später Geheimer Kommerzienrat.
August Servaes war verheiratet in erster Ehe mit Maria Angela geb. Surmann (1838–1868) und in zweiter Ehe mit Marie Amélie Clara Josephina geb. Ophoven (1853–1923). Aus beiden Ehen stammen die Kinder Johanna, Maria, Martha und Carl-Franz.